# Catenay
Catenay est une commune française située dans le département de la Seine-Maritime en région Normandie.

## Géographie
Catenay se situe à 9 km au sud de Buchy, à 20 km au nord-est de Rouen et à 120 km au nord-ouest de Paris. Au sud du territoire communal coule le Crevon, rivière de 16,6 km, qui prend sa source à Saint-Germain-des-Essourts et se jette dans l'Andelle à Vascoeuil. L'Andelle est un affluent de la Seine.
Le village se situe sur le plateau et regroupe la plupart des habitants. Un quart des habitants vivent au Clos Réjoui où 80 maisons ont été édifiées dans la vallée du Crevon depuis 1975. C'est le seul hameau de la commune si l'on excepte les écarts de Montlambert (château) et de Bourceville (ferme).
| Saint-Germain-des-Essourts |         | Boissay             |
|                            | Catenay |                     |
| Blainville-Crevon          |         | Saint-Aignan-sur-Ry |

### Hydrographie
La commune est située dans le bassin Seine-Normandie. Elle est drainée par le Crevon et un autre petit cours d'eau,.
Le Crevon, d'une longueur de 16 km, prend sa source dans la commune de Saint-Germain-des-Essourts et se jette  dans l'Andelle à Vascœuil, après avoir traversé sept communes. 

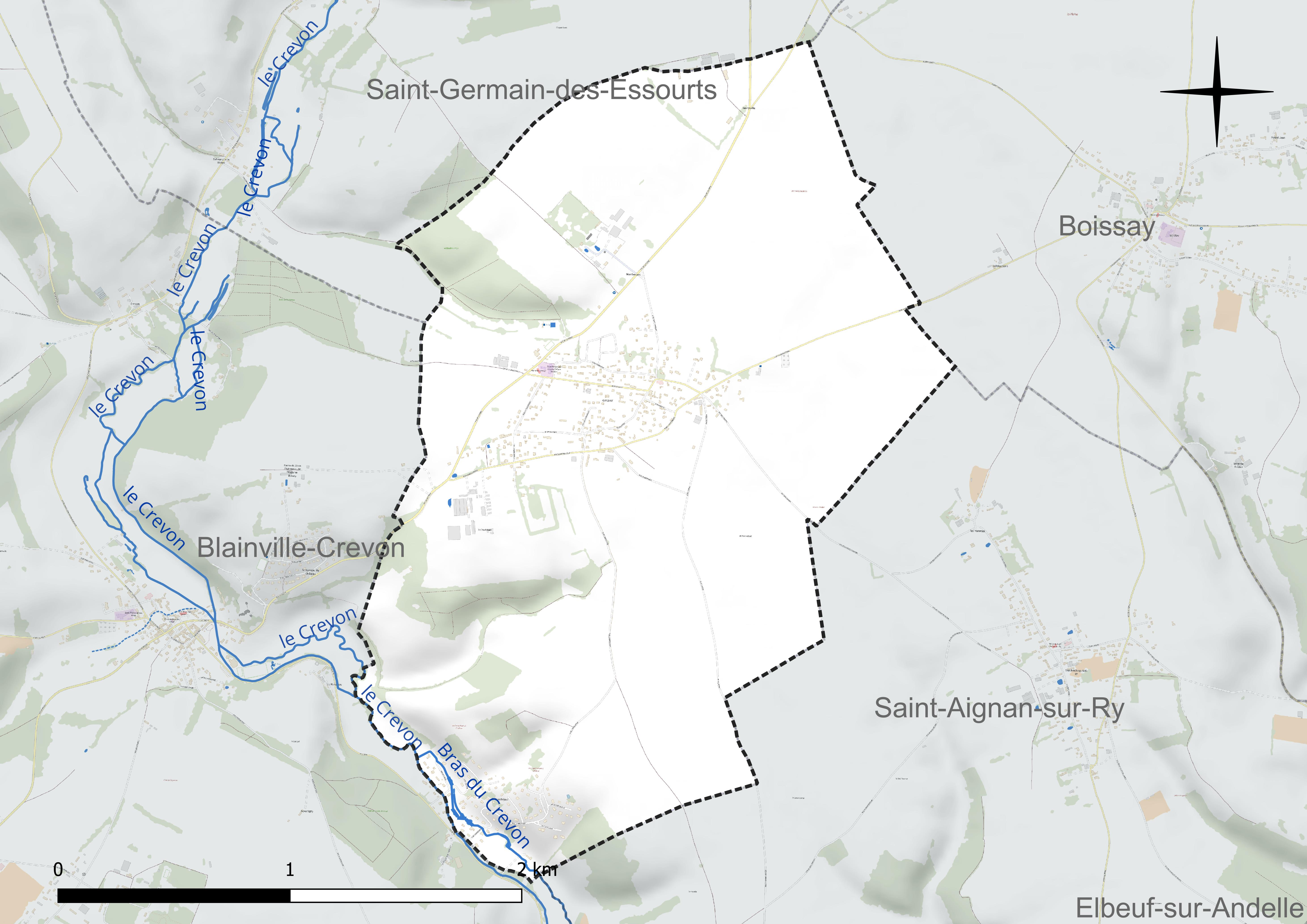
Réseau hydrographique de Catenay.

### Climat
Pour des articles plus généraux, voir Climat de la Normandie et Climat de la Seine-Maritime.
En 2010, le climat de la commune est de type climat océanique dégradé des plaines du Centre et du Nord, selon une étude du CNRS s'appuyant sur une série de données couvrant la période 1971-2000. En 2020, Météo-France publie une typologie des climats de la France métropolitaine dans laquelle la commune est exposée à un climat océanique et est dans la région climatique Côtes de la Manche orientale, caractérisée par un faible ensoleillement (1 550 h/an) ; forte humidité de l’air (plus de 20 h/jour avec humidité relative > 80 % en hiver), vents forts fréquents. Parallèlement le GIEC normand, un groupe régional d’experts sur le climat, différencie quant à lui, dans une étude de 2020, trois grands types de climats pour la région Normandie, nuancés à une échelle plus fine par les facteurs géographiques locaux. La commune est, selon ce zonage, exposée à un « climat maritime », correspondant au Pays de Caux, frais, humide et pluvieux, légèrement plus frais que dans le Cotentin.
Pour la période 1971-2000, la température annuelle moyenne est de 10,1 °C, avec une amplitude thermique annuelle de 14 °C. Le cumul annuel moyen de précipitations est de 864 mm, avec 13,3 jours de précipitations en janvier et 8,7 jours en juillet. Pour la période 1991-2020, la température moyenne annuelle observée sur la station météorologique la plus proche, située sur la commune de Boos à 16 km à vol d'oiseau, est de 10,9 °C et le cumul annuel moyen de précipitations est de 847,5 mm,. Pour l'avenir, les paramètres climatiques de la commune estimés pour 2050 selon différents scénarios d’émission de gaz à effet de serre sont consultables sur un site dédié publié par Météo-France en novembre 2022.

## Urbanisme

### Typologie
Au 1er janvier 2024, Catenay est catégorisée commune rurale à habitat dispersé, selon la nouvelle grille communale de densité à sept niveaux définie par l'Insee en 2022.
Elle est située hors unité urbaine. Par ailleurs la commune fait partie de l'aire d'attraction de Rouen, dont elle est une commune de la couronne,. Cette aire, qui regroupe 317 communes, est catégorisée dans les aires de 200 000 à moins de 700 000 habitants,.

### Occupation des sols
L'occupation des sols de la commune, telle qu'elle ressort de la base de données européenne d’occupation biophysique des sols Corine Land Cover (CLC), est marquée par l'importance des territoires agricoles (89,7 % en 2018), une proportion identique à celle de 1990 (89,7 %). La répartition détaillée en 2018 est la suivante : 
terres arables (68,3 %), prairies (11,4 %), zones agricoles hétérogènes (10,1 %), zones urbanisées (6,8 %), forêts (3,5 %). L'évolution de l’occupation des sols de la commune et de ses infrastructures peut être observée sur les différentes représentations cartographiques du territoire : la carte de Cassini (XVIIIe siècle), la carte d'état-major (1820-1866) et les cartes ou photos aériennes de l'IGN pour la période actuelle (1950 à aujourd'hui).

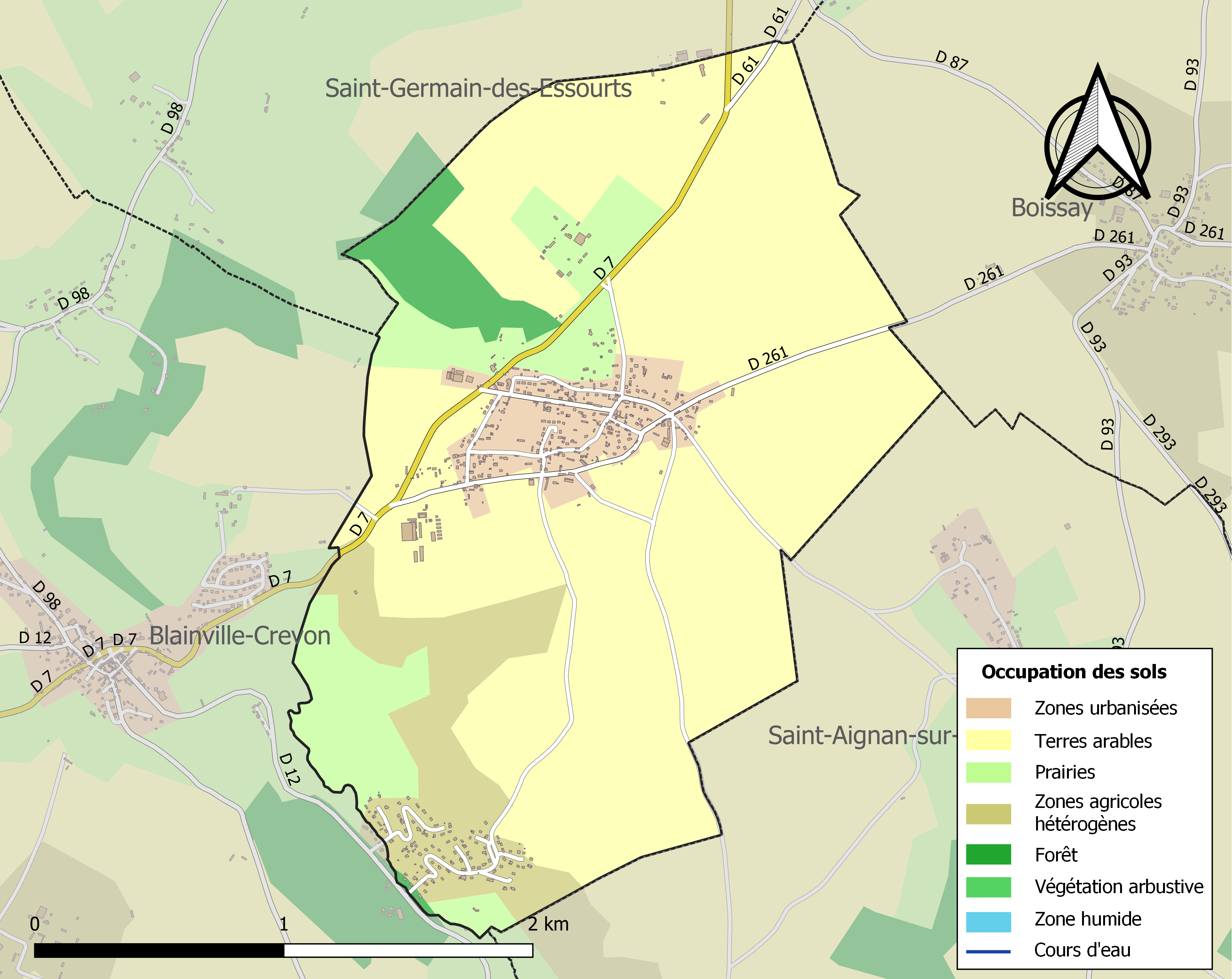
Carte des infrastructures et de l'occupation des sols de la commune en 2018 (CLC).

## Toponymie
Le nom de la localité est attesté sous les formes Casteneit à la fin du XIIe siècle, Castenei au XIIIe siècle, Casteney au XIVe siècle, Castenay au XVe siècle, puis Catenay au XVIIIe siècle.
Il s'agit d'une formation toponymique médiévale qui représente l'ancien normand castenei, équivalente de l'ancien français chastaignei, chastegnei (avant le XVIe siècle) « châtaigneraie » et qui correspond aux toponymes français Châtenoy, Châtenay. Les noms communs chastaignei, chastegnei sont issus du bas latin castanetum, le suffixe collectif -etum servant à désigner une plantation d'arbres appartenant à la même espèce, forme féminine -eta, devenue -aie : châtaigneraie, chênaie, hêtraie.
Remarque : la graphie de l'ancien suffixe -ei originelle a ensuite été réinterprétée en -ai, puis -ay, comme c'est souvent le cas.

## Histoire

### Moyen Âge et Époque moderne
Vers 1180, le seigneur Renaud de Castenai, donna au prieuré Saint-Lô de Rouen, le droit de patronage sur l'église Notre-Dame de Castenai, c'est-à-dire le droit de nommer les curés de la paroisse et tous les autres privilèges dont il pouvait jouir lui-même, avec les deux parts de dîmes, la grange et le presbytère. Cette donation fut faite avec l'assentiment de son frère Gautier de Castenai, qui à cette époque, bénéficiait de la cure et avec l'approbation de monseigneur Rotrou de Warwick, archevêque de Rouen, qui la ratifia par une charte de confirmation.
Un domaine seigneurial émergea de ce cadre religieux sans s'y superposer. Appartenant à ce même Renaud de Castenai au XIIe siècle, puis à ses descendants au début du XIIIe siècle, il fut sans que la date soit connue, en partie rattaché à la seigneurie de Blainville et en partie à celle de Fontaine-Châtel. Catenay n'eut donc pas de seigneurs particuliers mais dépendit de plus vastes ensembles seigneuriaux.
Une nouvelle église Notre-Dame fut édifiée à la fin du XVe siècle.
L'existence d'une école, réservée aux garçons et tenue par le curé, fut attestée pour la première fois en 1715 lors de la visite pastorale de monseigneur Claude-Maur d'Aubigné, archevêque de Rouen.

### Époque contemporaine
Le décret du 14 décembre 1789 de l'Assemblée nationale constituante créa 44000 municipalités en France, sur le territoire de chaque paroisse, ville, bourg ou communauté de campagne. Catenay devint une municipalité. La première élection municipale eut lieu au début de l'année 1790.
Le décret du 10 brumaire an II (31 octobre 1793) de la Convention nationale attribua à toutes les municipalités, qu'elles aient été nommées ville, bourg ou village, le nom de « commune », dans une intention d'égalisation.
L'inauguration de la mairie-école eut lieu en 1860. La construction fut entièrement financée par le legs de Jacques-Philippe Guillard, ancien maire de la commune, décédé en 1854. La mairie-école a été édifiée à l'emplacement de sa maison qui fut détruite, ce qui explique sa localisation à l'entrée du village.
La nouvelle église Notre-Dame, qui sera plus tard dédiée à saint Clair, fut construite de 1876 à 1878 à l'emplacement de l'ancienne église en ruine.
L'électrification du village fut réalisée en 1926.
Dans les années 1930, la commune comptait une dizaine d'exploitations agricoles, trois commerces (deux cafés-épiceries et une épicerie) et plusieurs artisans (un charron, un coiffeur, un cordonnier et un menuisier).
La Seconde Guerre mondiale débuta en septembre 1939. En mai 1940, après avoir vu passer et affluer des réfugiés, nombre d'habitants prirent avec eux les chemins de l'exode dans un climat de panique jusqu'à ce que les unités allemandes, des chars arrivant à travers champs par l'Épinay (hameau de Saint-Aignan-sur-Ry), traversèrent Catenay le 8 juin 1940. En août 1944, des mouvements de troupes allemandes en tous sens firent craindre le pire jusqu'à ce que les premières unités de la 4e Division blindée canadienne, arrivant par Blainville-Crevon le 31 août 1944, traversèrent la commune après le départ des derniers soldats allemands. Catenay était libéré.
Le dernier commerce de la commune, l'auberge des Trois Vallées, cessa son activité en 1981.
La salle polyvalente de la Châtaigneraie fut inaugurée le 5 mai 1990.
L'école élémentaire Jacques-Philippe-Guillard fut inaugurée le 25 mars 2000.

## Politique et administration

### Liste des maires
| Période | Période  | Identité                  | Étiquette | Qualité                                      |
| ------- | -------- | ------------------------- | --------- | -------------------------------------------- |
|         | 1792     | Jean-Charles Alexandre    |           | Propriétaire                                 |
| 1792    | 1800     | Jean Guérout              |           | Charpentier                                  |
| 1800    | 1808     | Jacques-Philippe Roussel  |           | Cultivateur                                  |
| 1808    | 1816     | Pierre-Marin Couturier    |           | Cultivateur                                  |
| 1816    | 1826     | Louis Soubanel            |           | Propriétaire                                 |
| 1826    | 1845     | Jacques Fongueuse         |           | Cultivateur                                  |
| 1845    | 1846     | Augustin Farin            |           | Cultivateur                                  |
| 1846    | 1854     | Jacques-Philippe Guillard |           | Rentier                                      |
| 1854    | 1871     | Pierre Duval              |           | Cultivateur                                  |
| 1871    | 1874     | Hector Le Breton          |           | Rentier                                      |
| 1874    | 1884     | Pierre Duval              |           | Cultivateur                                  |
| 1884    | 1893     | Pierre Julien             |           | Cultivateur                                  |
| 1893    | 1904     | Augustin Fongueuse        |           | Cultivateur                                  |
| 1904    | 1908     | Clovis Valentin           |           | Boucher                                      |
| 1908    | 1921     | Émile Roussel             |           | Cultivateur                                  |
| 1921    | 1963     | Alfred Roberge            |           | Cultivateur                                  |
| 1963    | 1971     | Henri Dufour              |           | Cultivateur                                  |
| 1971    | 1983     | Frans Donckele            |           | Agriculteur                                  |
| 1983    | 2014     | Brigitte Langlois         |           | Conseillère en économie sociale et familiale |
| 2014    | En cours | Norbert Cajot             |           | Retraité                                     |

### Rattachements administratifs
Catenay se situe dans l'arrondissement de Rouen depuis 1801 en Seine-Maritime. Auparavant, la commune était rattachée au district de Gournay de 1793 à 1801.
La commune se situe dans le canton du Mesnil-Esnard depuis le redécoupage cantonal de 2014 en France. Auparavant, elle était rattachée au canton de Ry de 1793 à 1801, puis au canton de Buchy de 1801 à 2014.
Catenay est membre de la communauté de communes Inter-Caux-Vexin depuis le 1er janvier 2017, à la suite de la loi no 2015-991 du 7 août 2015 portant nouvelle organisation territoriale de la République (loi NOTRe). Auparavant, la commune était membre de la communauté de communes du Moulin d'Écalles (CCME) de 2002 au 31 décembre 2016.

### Jumelage
Lubień (gmina) (Pologne)

## Population et société

### Démographie
L'évolution du nombre d'habitants est connue à travers les recensements de la population effectués dans la commune depuis 1793. Pour les communes de moins de 10 000 habitants, une enquête de recensement portant sur toute la population est réalisée tous les cinq ans, les populations de référence des années intermédiaires étant quant à elles estimées par interpolation ou extrapolation. Pour la commune, le premier recensement exhaustif entrant dans le cadre du nouveau dispositif a été réalisé en 2006.

En 2022, la commune comptait 697 habitants, en évolution de +1,9 % par rapport à 2016 (Seine-Maritime : +0,35 %, France hors Mayotte : +2,11 %).
| 1793 | 1800 | 1806 | 1821 | 1831 | 1836 | 1841 | 1846 | 1851 |
| ---- | ---- | ---- | ---- | ---- | ---- | ---- | ---- | ---- |
| 450  | 381  | 386  | 377  | 410  | 391  | 363  | 387  | 374  |

| 1856 | 1861 | 1866 | 1872 | 1876 | 1881 | 1886 | 1891 | 1896 |
| ---- | ---- | ---- | ---- | ---- | ---- | ---- | ---- | ---- |
| 356  | 384  | 406  | 340  | 318  | 278  | 255  | 270  | 260  |

| 1901 | 1906 | 1911 | 1921 | 1926 | 1931 | 1936 | 1946 | 1954 |
| ---- | ---- | ---- | ---- | ---- | ---- | ---- | ---- | ---- |
| 263  | 291  | 260  | 228  | 231  | 263  | 299  | 263  | 273  |

| 1962 | 1968 | 1975 | 1982 | 1990 | 1999 | 2006 | 2011 | 2016 |
| ---- | ---- | ---- | ---- | ---- | ---- | ---- | ---- | ---- |
| 278  | 270  | 330  | 550  | 632  | 651  | 719  | 697  | 684  |

| 2021 | 2022 | - | - | - | - | - | - | - |
| ---- | ---- | - | - | - | - | - | - | - |
| 689  | 697  | - | - | - | - | - | - | - |

### Enseignement
Catenay est situé dans l'Académie de Normandie et dans la circonscription du premier degré de Neufchâtel-en-Bray.
Le 4 juillet 1975 est créé le syndicat intercommunal à vocation scolaire (SIVOS) des Trois Vallées regroupant les communes voisines de Boissay, Catenay, Ernemont-sur-Buchy, Saint-Aignan-sur-Ry et Saint-Germain-des-Essourts. Elles sont représentées chacune par deux délégués titulaires et deux délégués suppléants tous issus des conseils municipaux. Un président ainsi que quatre vice-présidents y sont élus. Le SIVOS permet de mutualiser les moyens des cinq communes en assurant la gestion du personnel non enseignant, ainsi que les dépenses de fonctionnement et d’investissement des écoles, de la restauration scolaire et de l’accueil périscolaire. En 2020, le SIVOS regroupait 211 élèves répartis sur 9 classes de primaire.
L'école élémentaire Jacques-Philippe-Guillard de Catenay est composée de deux classes.

### Sports

#### Clubs sportifs
- Croquet : Croquet Club le Castagnier
- Cyclisme : Vélo Club de Catenay[30]
- Gymnastique : Association sportive et culturelle de Catenay (ASCC)[31]
- Pétanque : Association sportive et culturelle de Catenay (ASCC)[31]
- Tennis : Association sportive et culturelle de Catenay (ASCC)[31]

#### Chemins de randonnées
- Sentier de grande randonnée 25 (GR25)
- Circuit des châteaux[32]
- Circuit du Crevon[33]

## Culture locale et patrimoine

### Lieux et monuments
- Église Saint-Clair (1876)

L'église de style néogothique est construite selon un plan en croix latine et orientée vers l'est. La façade ouest correspond au clocher. Il sert à la fois d'entrée et de porche au rez-de-chaussée, et de base à la flèche polygonale en ardoise.
Quatre bas-reliefs en albâtre datant de la fin du XVe siècle, classés à l'inventaire des monuments historiques en 1908, sont conservés dans l'église. Ils représentent l'Adoration des mages, l'Assomption, le Couronnement de la Vierge et l'Annonciation.
Avant la construction de l'église actuelle, plusieurs édifices se sont succédé. Une première église a été construite à la fin du XIIe siècle, avant d'être détruite et remplacée par un autre édifice en 1481. Son clocher fut édifié en 1486 et son chœur fut reconstruit en 1750. Étant à l'état de ruine au XIXe siècle, une nouvelle église est édifiée par l'architecte Delphir Isidore Marical entre 1876 et 1878 et fut bénie par monseigneur Henri de Bonnechose, archevêque de Rouen, le 15 mai 1878,.
Saint Clair, prêtre bénédictin, naquit à Rochester en Angleterre vers 845 dans une famille noble. Il quitta l'Angleterre pour échapper à un mariage que sa famille voulut lui imposer. Il traversa la Manche et s'établit dans le Cotentin. Il fut ordonné prêtre à Coutances en 870 par l'évêque de la ville. Il mourut martyr à Saint-Clair-sur-Epte en 884, après avoir refusé d'épouser une femme, qui le fit décapiter par deux mercenaires. Saint Clair est fêté le 18 juillet.

### Manifestations culturelles et festivités
- Fête Saint-Clair en juillet.
- Fête de la châtaigne en octobre.

### Héraldique
| Armes de Catenay | Les armes de la commune de Catenay se blasonnent ainsi : D'or à la branche de châtaignier feuillée de trois pièces de sinople et fruitée de trois bogues de tenné accolées deux et une. |